# No Name on the Bullet
No Name on the Bullet is een Amerikaanse western uit 1959 onder regie van Jack Arnold. In Nederland werd de film destijds uitgebracht onder de titel Een kogel gemerkt X.

## Verhaal
De huurmoordenaar John Gant komt aan in het stadje Lordsburg. De inwoners hebben er het raden naar wie hem heeft ingehuurd en wie zijn slachtoffer zal zijn. Veel inwoners van Lordsburg hebben iets op hun kerfstok en dus denkt vrijwel iedereen dat ze voor hun leven moeten vrezen.

## Rolverdeling
| Acteur         | Personage       |
| -------------- | --------------- |
| Audie Murphy   | John Gant       |
| Charles Drake  | Luke Canfield   |
| Joan Evans     | Anne Benson     |
| Virginia Grey  | Roseanne Fraden |
| Warren Stevens | Lou Fraden      |
| R.G. Armstrong | Asa Canfield    |
| Willis Bouchey | Buck Hastings   |
| Edgar Stehli   | Rechter Benson  |
| Simon Scott    | Reeger          |
| Karl Swenson   | Stricker        |
| Whit Bissell   | Pierce          |
| Charles Watts  | Sid             |
| John Alderson  | Chaffee         |
| Jerry Paris    | Harold Miller   |
| Russ Bender    | Winkelier       |